# Maroni (Cypr)
Maroni (gr. Μαρώνι) – wieś w Republice Cypryjskiej, w dystrykcie Larnaka. W 2011 roku liczyła 710 mieszkańców.